# Olycksfågeln
Olycksfågeln är en kriminalroman av Camilla Läckberg. Det är den fjärde deckaren med Patrik och Erika i Fjällbacka.

## Handling
Erika är orolig för sin syster Anna, som flyttat till Erika och Patrik med sina två barn. Anna verkar alldeles apatisk och det blir Erika som får ta hand om Annas barn såväl som sin egen dotter Maja. Samtidigt ska hon planera för sitt bröllop med Patrik.
Patrik får en ny medarbetare till polisstationen i Tanumshede, Hanna Kruse, som genast blir omtyckt av de andra poliserna.
En kvinna hittas död i en bil som kört mot ett träd. Hon stinker sprit och det verkar vara en vanlig rattfylleriolycka. Men hennes anhöriga säger att hon aldrig drack sprit och Patrik anar att det är mord.
En dokusåpa med 6 ungdomar och mycket sprit utspelar sig i Tanumshede, "Fucking Tanum". En av deltagarna mördas, och Patrik och hans medarbetare får fullt upp med två mordutredningar.